# Ким Йонг-гвон
Ким Йонг-гвон (на корейски: 김영권); роден на 27 февруари 1990 в Чонджу́, провинция Чъла-Пукто) е южнокорейски футболист, играещ на поста защитник. Играе за Улсан Хюндай и националния отбор по футбол на Южна Корея. Участник на Мондиал 2022.

## Успехи

### Гуанджоу Евъргранде
- Шампион на Китай (4): 2012, 2013, 2014, 2015
- Купа на Китай (1): 2012
- Суперкупа на Китай (1): 2012
- Шампионска лига на Азия (2): 2013, 2015

### Улсан Хюндай
- Шампион на Южна Корея (1): 2022

### Южна Корея до 23 г.
- Бронзов медал на Олимпийските игри 2012 (1): 2012
- Бронзов медал на Азиатските игри (1): 2010

### Южна Корея
- Златен медал в Шампионата на Източна Азия (1): 2019